# Jan VII. z Antiochie
Jan VII. z Antiochie byl v letech 1090–1100 ortodoxní patriarcha v Antiochii. Když roku 1098 přitáhla k Antiochii křesťanská vojska první křížové výpravy, nechal turecký místodržící Jaghisjan patriarchu uvěznit, zatímco všechno potenciálně nebezpečné křesťanské obyvatelstvo dal z města vyhnat. Patriarcha Jan byl Turky využíván i jako rukojmí, kdykoliv chtěli křižáci útočit na hradby, byl Jan zavěšen v kleci za nohy z hradeb a při tom si poranil nohy. Když křižáci koncem června Antiochii dobyli, Jana osvobodili a dosadili zpět do jeho úřadu. Velké schisma v té doby bylo chápano jako spor mezi konstantinopolským a římským patriarchátem (tj. papežstvím) a ostatních patriarchátů na východě se pro izolovanost netýkal. Proto měl Jan respekt jak u antiochijských Řeků, jejichž byl tradičním náčelníkem, tak u latinských křižáků, kteří si patriarchu oblíbili. Když Provensálci hraběte Raimonda z Toulouse dobyli muslimské město Albara z zřídili v něm latinské biskupství, vysvětil Petra z Narbonne, prvního latinského biskupa na Východě, antiochijský ortodoxní patriarcha Jan.
Roku 1100 byl Jan VII. z Antiochie vypuzen křižáckým antiochijským knížetem Bohemundem z Tarentu, který místní Řeky nepovažoval za loyální poddané. Bohemund na stolec patriarchy dosadil latinského preláta Bernarda z Valence, biskupa z Artahu. Jan odešel do Konstantinopole, kde rezignoval na svůj titul antiochijského patriarchy. Byzantský císař Alexios I. nicméně v Konstantinopoli nechal jmenovat Janova nástupce. Tito dva patriarchové od té doby symbolizovali Velké schisma, které se rozšířilo i do antiochijského patriarchátu. Jan poté odešel do kláštera, na řeckém ostrově Oxeia, kde se věnoval mimo jiné psaní protilatinských spisů.